# RS-232

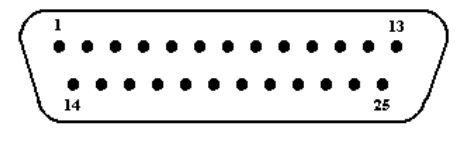
D25-ös RS-232C csatlakozó tűkiosztása

Az RS-232 a távközlésben alkalmazott adatátviteli szabvány (Recommended Standard 232) laikusok számára leginkább mint a személyi számítógépek soros portja ismert.

## Leírása
A CCITT nemzetközi távközlési bizottság a V.24-es és V.28-as ajánlásaiban 1960-ban határozta meg a soros kommunikációs szabvány feladatait és elektromos jellemzőit. Az adatátvitel a DTE (Data Terminal Equipment) berendezés, ami általában számítógép, illetve számítógépes terminál és a DCE (Data Communications Equipment) távközlési, vagy egyéb berendezés (modem, nyomtató, képolvasó stb.) között történik. Az interfész létrehozására az amerikai EIA szervezet által megfogalmazott szabvány neve RS-232. Ezen szabvány szerint soros összeköttetés valósítható meg bármilyen két berendezés között. A berendezés lehet számítógép, mérőfej, megjelenítő eszköz stb.
Később, a számítógépek elterjedésének az időszakában a gyártók egyszerűen átvették az RS-232-t, és ezt használták a PC-k és a nyomtatók, modemek, külső tárolók és egerek közötti kommunikációra. A szabvány az évek során nagyon sok változáson esett át, az utolsó ajánlás („F”) 2012-ben került kidolgozásra. Napjainkban az RS-232 lassan a háttérbe szorul, feladatait főleg az USB veszi át. Napjainkban a PC gyártók már csak különböző USB átalakítókon keresztül teszik csak lehetővé az RS-232 használatát. Mindazonáltal, csendben és kicsit a háttérben, de nagyon sok területen továbbra is alkalmazzák a már elavult kommunikációs rendszert: ipari berendezések, tudományos műszerek, nagyon eltérő működési elvű berendezések között még nagyon sok helyen teljesít jól az RS-232.
Az 1969-ben az Electronic Industries Association (EIA) által kiadott (és talán a legelterjedtebb) RS-232C szabvány az alábbi jellemzőket határozta meg:
- Az elektromos jelek karakterisztikája (feszültségszintek, jelátviteli sebesség, jelforma, időzítés, rövidzárlati esetek, maximális terhelhetőség)
- Az interfészek jellemzői (mechanikai karakterisztika, alkalmazott csatlakozók és tűkiosztás)
- Az egyes áramkörök funkciói az interfészekben
- Standard alkalmazási alcsoportok
- Az átvitel jellegét: UART

A szabvány nem határozza meg:
- Az átvitt elemek kódolását (ASCII, EBCDIC,..)
- A jelátvitel tagolását (start és stop bitek)
- A hibakezelési eljárásokat
- Az átvitel sebességét, leszámítva azt a kitételt, hogy ez nem haladhatja meg a 20.000 bps-t

### Az RS 232 változatai
- EIA RS-232 (1960 május) "Interface Between Data Terminal Equipment & Data"
- EIA RS-232-A (1963 október)
- EIA RS-232-B (1965 október)
- EIA RS-232-C (1969 augusztus) "Interface Between Data Terminal Equipment and Data Communication Equipment Employing Serial Binary Data Interchange"
- EIA EIA-232-D (1986)
- TIA TIA/EIA-232-E (1991) "Interface Between Data Terminal Equipment and Data Communications Equipment Employing Serial Binary Data Interchange"
- TIA TIA/EIA-232-F (1997-10-01)
- ANSI/TIA-232-F-1997 (R2002)
- TIA TIA-232-F (R2012)

### Az RS 232 előnyei és hátrányai
Előnyei:
- Olcsó
- Széles körben elterjedt

Hátrányai
- Elavult
- Lassú
- Többszörös test-potenciálok: sokszor potenciálban jelentősen eltérő készülékeket kell összekötni; ilyenkor a GND vezetéken jelentős feszültség(különbség)ek keletkezhetnek. Érdemes ezekben az esetekben optikai leválasztókat iktatni a kommunikációba.
- Érzékeny a zajokra: Ez a probléma jelentősen csökkenthető a közös GND-re a vezeték mindkét végén lekötött árnyékolással.
- Rövid távolságra alkalmazható: Jellemzően (ajánlás szerint) 15m-ig alkalmazható, de árnyékolt vezetékkel (és zavarmentes környezetben) ez kihúzható 30 méterig is. Alacsony kapacitású vezetékkel akár a 100 méterre is alkalmazható. Klasszikus megoldás még az RS-232-t RS-422-re átkonvertálni (majd a másik oldalon visszakonvertálni), így a távolság 1.200 m-re emelhető; ennek a megoldásnak a hivatalos neve: V.35 interface.

### Az RS-232 technikai jellemzői
| Működési mód                                  | aszinkron átvitel                         |
| Meghajtók és vevők száma egy vonalon          | 1 meghajtó + 1 vevő (pont-pont kapcsolat) |
| Adatátvitel módja                             | félduplex vagy duplex                     |
| Adatátvitel                                   | p2p (pont-pont)                           |
| Max. kábelhosszúság                           | 15 m                                      |
| Max. adatátvitel 12 m 1200 m                  | ~ 20 kbps -                               |
| Max. Jelváltozási sebesség (slew rate)        | 30 V/μs                                   |
| Vevő bemeneti ellenállás                      | 3..7 kΩ                                   |
| Meghajtó terhelésimpedancia                   | 3..7 kΩ                                   |
| Vevő „holtsáv”                                | ±3 V                                      |
| Vevő feszültségszint                          | ±15 V                                     |
| Meghajtó kimenő feszültség max.               | ±25 V                                     |
| Meghajtó kimenő feszültség min. (terheléssel) | ±5 V                                      |
| Vevő hiszterézis max.                         | 1,15 V                                    |

### Az RS-232 feszültségszintjei

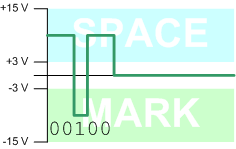
RS-232 Mark (1) és space (0)

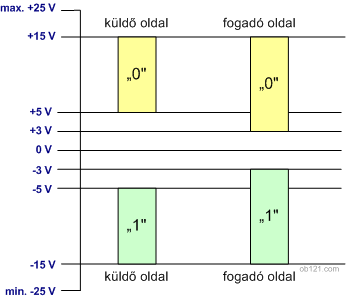
RS-232 feszültségszintek

Az RS-232 szabvány meghatározza az átviteli feszültségszinteket. Az érvényes jeleknek a +3V .. +15V és a -3V .. -15V tartományba kell esniük. A feszültségszinteket mindig a  „Common Ground” (GND) tű feszültségszintjéhez képest kell értékelni. Értelemszerűen a -3V és +3V közötti tartomány nem érvényes RS-232 szint. Vannak gyártók, akik az RS-232 szabvány szerintinek hirdetik a termékeiket, de azok csak például 0..5V (TTL) kommunikációra alkalmasak – értelemszerűen ezek a termékek nem tudnak más, szabványos RS-232 készülékekkel kommunikálni.
A logikai 0-t a szabvány a „SPACE” megjelöléssel publikálja, ennek a jelszintje a +3V .. +15V tartományban található, míg a logikai 1; megnevezése „MARK”, -3V .. -15V tartományba kell, hogy essen.
| Jelforma  | Feszültség  |
| --------- | ----------- |
| 0 (space) | +3 .. +15 V |
| 1 (mark)  | −15 .. −3 V |

A logikai 0-t a szabvány a „SPACE” megjelöléssel publikálja, ennek a jelszintje a +3V .. +15V tartományban található, míg a logikai 1; megnevezése „MARK”, -3V .. -15V tartományba kell, hogy essen.
A szabvány a ±25V jelszintet határozza meg maximumként; ennek a gyakorlati alkalmazása nem jellemző, a legtöbb gyártó a ± 5 V, ± 10 V, ± 12 V és ± 15 V jelszinteket preferálja. Az RS-232-t alkalmazó berendezéseknek maximálisan tolerálniuk kell a rövidzárlatokat. Mivel ma már a legtöbb vezérlőberendezés az 5V-os TTL logikát alkalmazza, ezekhez természetesen illesztő-elektronikákat kell alkalmazni az RS-232 kommunikációhoz.